# Johann Friedrich Doles der Jüngere
Johann Friedrich Doles der Jüngere (* 26. Mai 1746 in Freiberg; † 16. April 1796 in Leipzig) war ein deutscher Komponist und Rechtsanwalt.

## Leben
Johann Friedrich Doles d. J. war der Sohn des Leipziger Thomaskantors Johann Friedrich Doles. 
Er studierte ab 1764 Rechtswissenschaften in Leipzig und Erlangen und wurde Notar und Advokat. Er erhielt eine musikalische Ausbildung durch seinen Vater und komponierte auch selbst. Seine Werke ähneln stilistisch denen des Vaters.
Auf Grund eines in Erlangen erlittenen Unfalls hatte Doles zeitlebens eine geschwächte Konstitution; er starb nach einer langwierigen Krankheit.

## Werke
- Sei sonate per il clavicembalo solo, Riga 1773